# Racing Club de Cannes 2019-2020
Questa voce raccoglie le informazioni riguardanti il Racing Club de Cannes nelle competizioni ufficiali della stagione 2019-2020.

## Organigramma societario
Area direttiva
- Presidente: Agostino Pesce

Area tecnica
- Allenatore: Riccardo Marchesi
- Allenatore in seconda: Alessandro Orefice

## Rosa
| N° | Nome              | Ruolo | Data di nascita   | Nazionalità sportiva |
| -- | ----------------- | ----- | ----------------- | -------------------- |
| 1  | Myriam Kloster    | C     | 4 agosto 1989     | Francia              |
| 2  | Clara Feresin     | C     | 29 giugno 2002    | Francia              |
| 3  | Noemi Signorile   | P     | 15 febbraio 1990  | Italia               |
| 4  | Ana Starčević     | S     | 24 marzo 1986     | Croazia              |
| 5  | Niamh Davies      | O     | 7 gennaio 2003    | Regno Unito          |
| 7  | Luna Carocci      | L     | 10 luglio 1988    | Italia               |
| 8  | Chloé Mayer       | C     | 18 luglio 1997    | Francia              |
| 9  | Ludivine Casali   | S     | 6 novembre 1998   | Francia              |
| 10 | Mira Todorova     | C     | 12 aprile 1994    | Bulgaria             |
| 12 | Ottavia Hieulle   | L     | 30 luglio 1999    | Francia              |
| 13 | Katharina Holzer  | S     | 29 giugno 1988    | Austria              |
| 14 | Ljiljana Ranković | S     | 8 aprile 1993     | Serbia               |
| 15 | Islen Castillo    | C     | 16 marzo 1999     | Cuba                 |
| 16 | Nadija Kodola     | S     | 29 settembre 1988 | Ucraina              |
| 17 | Sarah Knol        | O     | 18 gennaio 2001   | Paesi Bassi          |
| 18 | Giorgia Faraone   | L     | 6 luglio 1994     | Italia               |
| 19 | Fatou Diouck      | O     | 19 giugno 1985    | Francia              |
| 20 | Amanda Coneo      | S     | 20 dicembre 1996  | Colombia             |

## Risultati

### Coppa di Francia
| Ottavi di finale - 29 ottobre 2019 Halle des Sports, Quimper     | Quimper          | 0 - 3 | RC Cannes       | 14-25, 16-25, 16-25 |
| Quarti di finale - 12 novembre 2019 Palais des Victoires, Cannes | RC Cannes        | 3 - 0 | Vandœuvre Nancy | 25-21, 25-20, 25-21 |
| Semifinali - 16 maggio 2020 Palais des Victoires, Cannes         | Volero Le Cannet | -     | RC Cannes       | annullata           |

### Supercoppa francese
| Finale - 27 settembre 2019 Palais des Victoires, Cannes | RC Cannes | 3 - 1 | Saint-Raphaël | 25-23, 22-25, 25-22, 25-17 |

### Champions League

#### Fase a gironi
| 1ª giornata - 19 novembre 2019 Palais des Victoires, Cannes | RC Cannes    | 3 - 1 | Marica       | 26-24, 18-25, 25-7, 25-19         |
| 2ª giornata - 27 novembre 2019 DIVS Uralochka, Ekaterinburg | Uraločka     | 2 - 3 | RC Cannes    | 28-26, 14-25, 25-23, 16-25, 12-15 |
| 3ª giornata - 17 dicembre 2019 Palais des Victoires, Cannes | RC Cannes    | 3 - 0 | Dinamo Mosca | 25-22, 28-26, 25-22               |
| 4ª giornata - 21 gennaio 2020 Palais des Victoires, Cannes  | RC Cannes    | 2 - 3 | Uraločka     | 26-24, 22-25, 21-25, 25-21, 13-15 |
| 5ª giornata - 5 febbraio 2020 Kolodruma, Plovdiv            | Marica       | 3 - 1 | RC Cannes    | 17-25, 25-18, 25-12, 25-21        |
| 6ª giornata - 18 febbraio 2020 Dvorec Sporta Dinamo, Mosca  | Dinamo Mosca | 3 - 0 | RC Cannes    | 25-22, 25-20, 25-22               |